# Kings Ferry (Florida)
Kings Ferry ist eine Unincorporated Community im Nassau County im US-Bundesstaat Florida.
Der Ort liegt im Zentrum des Countys am nördlichen Ende der County Road 115A.